# أربع غرف (فلم)
اربع غرف (بالإنجليزية: Four Rooms) فيلم كوميدي أمريكي تم إصداره عام 1995.

## ملخص قصة
أربعة أشخاص من مستأجرين غرف فندق باهت النشاط خلال أمسية رأس السنة الجديدة، بحيث تتشابك قصصهم ومواقفهم.

## الممثلين
| ممثلين           | الدور/الوظيفة |
| ---------------- | ------------- |
| أنطونيو بانديراس | رجل           |
| سلمى حايك        | فتاة راقصة    |
| كوينتين تارنتينو | تشيستر        |
| ماريسا تومي      | مارجاريت      |
| تيم روث          | تيد           |
| كاثي غريفن       | بيتي          |
| سامي ديفيس       | جيزابيل       |
| بروس ويلس        | ليو           |
| أماندا دي كادينت | ديانا         |
| فاليريا جولينو   | آثينا         |
| مادونا           | إلسبيث        |
| أيون سكاي        | إيفا          |
| ليلي تايلور      | رافين         |
| أليشيا ويت       | كيفا          |
| جينيفر بيلز      | آنجيلا        |

## روابط خارجية
أربع غرف على موقع IMDb (الإنجليزية)
- أربع غرف على موقع روتن توميتوز (الإنجليزية)
- أربع غرف على موقع نتفليكس (الإنجليزية)
- أربع غرف على موقع قاعدة بيانات الأفلام العربية
- أربع غرف على موقع ألو سيني (الفرنسية)
- أربع غرف على موقع Turner Classic Movies (الإنجليزية)
- أربع غرف على موقع أول موفي (الإنجليزية)
- أربع غرف على موقع بوكس أوفيس موجو (الإنجليزية)
- أربع غرف على موقع فيلمافينيتي (الإسبانية)
- أربع غرف على موقع قاعدة بيانات الأفلام السويدية (السويدية)